# سندبالا (مقاطعة فومن)
سندبالا (بالفارسية: سندبالا) هي قرية تقع في غيلان في إيران. يقدر عدد سكانها بـ 765 نسمة بحسب إحصاء 2016.